# Norbert Wójtowicz

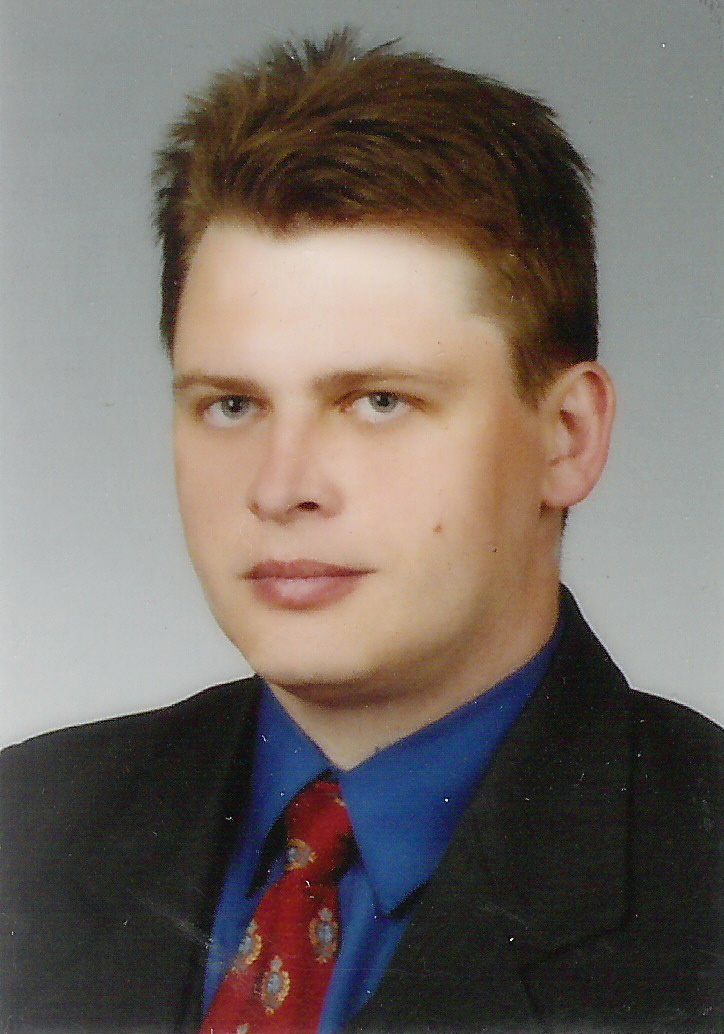
Norbert Wójtowicz PhD

Norbert Wójtowicz (sinh ngày 1 tháng 12 năm 1972 tại Płock) nhà sử học Ba Lan và nhà thần học.

## Tác phẩm:
- Sztuka królewska. Historia i myśl wolnomularstwa na przestrzeni dziejów (1997) ISBN 83-900696-3-6
- Wielki Architekt Wszechświata. Teologiczna krytyka masońskich wizji Boga (Great Architect of the Universe. Theological critics of Masonic concepts of God) - (1999) ISBN 83-910542-5-X
- Kampania antymasońska 1938 (Antimasonic campaign in 1938) - (2005) ISBN 83-60048-10-X
- Rozmowy o masonerii (Conversation about freemasonry) - (2005) ISBN 83-60048-21-5
- Masoneria. Mały słownik (Freemasonry. A small lexicon) - (2006) ISBN 978-83-7192-307-4